# Afrikanska mästerskapet i fotboll 2023
Afrikanska mästerskapet i fotboll 2023 var det 34:e Afrikanska mästerskapet. Turneringen spelades i Elfenbenskusten mellan 13 januari och 11 februari 2024.

## Kvalificerade nationer
- Algeriet
- Angola
- Burkina Faso
- Egypten
- Ekvatorialguinea
- Elfenbenskusten (värdnation)
- Gambia
- Ghana
- Guinea
- Guinea-Bissau
- Kamerun
- Kap Verde
- Kongo-Kinshasa
- Mali
- Marocko
- Mauretanien
- Moçambique
- Namibia
- Nigeria
- Senegal
- Sydafrika
- Tanzania
- Tunisien
- Zambia

## Gruppspel

### Grupp A
| Nr | Lag              | S | V | O | F | GM | IM | MS | P |
| -- | ---------------- | - | - | - | - | -- | -- | -- | - |
| 1  | Ekvatorialguinea | 3 | 2 | 1 | 0 | 9  | 3  | +6 | 7 |
| 2  | Nigeria          | 3 | 2 | 1 | 0 | 3  | 1  | +2 | 7 |
| 3  | Elfenbenskusten  | 3 | 1 | 0 | 2 | 2  | 5  | −3 | 3 |
| 4  | Guinea-Bissau    | 3 | 0 | 0 | 3 | 2  | 7  | −5 | 0 |

| 1           | 13 januari 2024 | Elfenbenskusten                         | 2 – 0           | Guinea-Bissau | Alassane Ouattara Stadium                          |                                                    |
| 20:00 UTC±0 | 20:00 UTC±0     | Seko Fofana 4′ Jean-Philippe Krasso 58′ | (1 – 0) Rapport |               | Abidjan Publik: 36 858 Domare: Amin Omar (Egypten) | Abidjan Publik: 36 858 Domare: Amin Omar (Egypten) |
| 20:00 UTC±0 | 20:00 UTC±0     |                                         |                 |               | Abidjan Publik: 36 858 Domare: Amin Omar (Egypten) | Abidjan Publik: 36 858 Domare: Amin Omar (Egypten) |
| 20:00 UTC±0 | 20:00 UTC±0     |                                         |                 |               | Abidjan Publik: 36 858 Domare: Amin Omar (Egypten) | Abidjan Publik: 36 858 Domare: Amin Omar (Egypten) |

| 2           | 14 januari 2024 | Nigeria            | 1 – 1           | Ekvatorialguinea  | Alassane Ouattara Stadium                              |                                                        |
| 14:00 UTC±0 | 14:00 UTC±0     | Victor Osimhen 38′ | (1 – 1) Rapport | 36′ Iban Salvador | Abidjan Publik: 8 500 Domare: Abongile Tom (Sydafrika) | Abidjan Publik: 8 500 Domare: Abongile Tom (Sydafrika) |
| 14:00 UTC±0 | 14:00 UTC±0     |                    |                 |                   | Abidjan Publik: 8 500 Domare: Abongile Tom (Sydafrika) | Abidjan Publik: 8 500 Domare: Abongile Tom (Sydafrika) |
| 14:00 UTC±0 | 14:00 UTC±0     |                    |                 |                   | Abidjan Publik: 8 500 Domare: Abongile Tom (Sydafrika) | Abidjan Publik: 8 500 Domare: Abongile Tom (Sydafrika) |

| 13          | 18 januari 2024 | Ekvatorialguinea                             | 4 – 2           | Guinea-Bissau                            | Alassane Ouattara Stadium                               |                                                         |
| 14:00 UTC±0 | 14:00 UTC±0     | Emilio Nsue 21′, 51′, 61′ Josete Miranda 46′ | (1 – 1) Rapport | 37′ (sjm.) Esteban Obiang 90+3′ Zé Turbo | Abidjan Publik: 13 888 Domare: Samuel Uwikunda (Rwanda) | Abidjan Publik: 13 888 Domare: Samuel Uwikunda (Rwanda) |
| 14:00 UTC±0 | 14:00 UTC±0     |                                              |                 |                                          | Abidjan Publik: 13 888 Domare: Samuel Uwikunda (Rwanda) | Abidjan Publik: 13 888 Domare: Samuel Uwikunda (Rwanda) |
| 14:00 UTC±0 | 14:00 UTC±0     |                                              |                 |                                          | Abidjan Publik: 13 888 Domare: Samuel Uwikunda (Rwanda) | Abidjan Publik: 13 888 Domare: Samuel Uwikunda (Rwanda) |

| 14          | 18 januari 2024 | Elfenbenskusten | 0 – 1           | Nigeria                         | Alassane Ouattara Stadium                                  |                                                            |
| 17:00 UTC±0 | 17:00 UTC±0     |                 | (0 – 0) Rapport | 55′ (str.) William Troost-Ekong | Abidjan Publik: 49 517 Domare: Mustapha Ghorbal (Algeriet) | Abidjan Publik: 49 517 Domare: Mustapha Ghorbal (Algeriet) |
| 17:00 UTC±0 | 17:00 UTC±0     |                 |                 |                                 | Abidjan Publik: 49 517 Domare: Mustapha Ghorbal (Algeriet) | Abidjan Publik: 49 517 Domare: Mustapha Ghorbal (Algeriet) |
| 17:00 UTC±0 | 17:00 UTC±0     |                 |                 |                                 | Abidjan Publik: 49 517 Domare: Mustapha Ghorbal (Algeriet) | Abidjan Publik: 49 517 Domare: Mustapha Ghorbal (Algeriet) |

| 25          | 22 januari 2024 | Ekvatorialguinea                                       | 4 – 0   | Elfenbenskusten | Alassane Ouattara Stadium                             |                                                       |
| 17:00 UTC±0 | 17:00 UTC±0     | Emilio Nsue 42′, 75′ Pablo Ganet 73′ Jannick Buyla 88′ | Rapport |                 | Abidjan Publik: 42 550 Domare: Mahmood Ismail (Sudan) | Abidjan Publik: 42 550 Domare: Mahmood Ismail (Sudan) |
| 17:00 UTC±0 | 17:00 UTC±0     |                                                        |         |                 | Abidjan Publik: 42 550 Domare: Mahmood Ismail (Sudan) | Abidjan Publik: 42 550 Domare: Mahmood Ismail (Sudan) |
| 17:00 UTC±0 | 17:00 UTC±0     |                                                        |         |                 | Abidjan Publik: 42 550 Domare: Mahmood Ismail (Sudan) | Abidjan Publik: 42 550 Domare: Mahmood Ismail (Sudan) |

| 26          | 22 januari 2024 | Guinea-Bissau | 0 – 1           | Nigeria                 | Felix Houphouet Boigny Stadium                            |                                                           |
| 17:00 UTC±0 | 17:00 UTC±0     |               | (0 – 1) Rapport | 36′ (sjm.) Opa Sanganté | Abidjan Publik: 15 650 Domare: Bouchra Karboubi (Marocko) | Abidjan Publik: 15 650 Domare: Bouchra Karboubi (Marocko) |
| 17:00 UTC±0 | 17:00 UTC±0     |               |                 |                         | Abidjan Publik: 15 650 Domare: Bouchra Karboubi (Marocko) | Abidjan Publik: 15 650 Domare: Bouchra Karboubi (Marocko) |
| 17:00 UTC±0 | 17:00 UTC±0     |               |                 |                         | Abidjan Publik: 15 650 Domare: Bouchra Karboubi (Marocko) | Abidjan Publik: 15 650 Domare: Bouchra Karboubi (Marocko) |

### Grupp B
| Nr | Lag        | S | V | O | F | GM | IM | MS | P |
| -- | ---------- | - | - | - | - | -- | -- | -- | - |
| 1  | Kap Verde  | 3 | 2 | 1 | 0 | 7  | 3  | +4 | 7 |
| 2  | Egypten    | 3 | 0 | 3 | 0 | 6  | 6  | 0  | 3 |
| 3  | Ghana      | 3 | 0 | 2 | 1 | 5  | 6  | −1 | 2 |
| 4  | Moçambique | 3 | 0 | 2 | 1 | 4  | 7  | −3 | 2 |

| 3           | 14 januari 2024 | Egypten                                       | 2 – 2           | Moçambique          | Felix Houphouet Boigny Stadium                            |                                                           |
| 17:00 UTC±0 | 17:00 UTC±0     | Mostafa Mohamed 2′ Mohamed Salah 90+7′ (str.) | (1 – 0) Rapport | 56′ Witi 58′ Clésio | Abidjan Publik: 11 933 Domare: Dahane Beida (Mauretanien) | Abidjan Publik: 11 933 Domare: Dahane Beida (Mauretanien) |
| 17:00 UTC±0 | 17:00 UTC±0     |                                               |                 |                     | Abidjan Publik: 11 933 Domare: Dahane Beida (Mauretanien) | Abidjan Publik: 11 933 Domare: Dahane Beida (Mauretanien) |
| 17:00 UTC±0 | 17:00 UTC±0     |                                               |                 |                     | Abidjan Publik: 11 933 Domare: Dahane Beida (Mauretanien) | Abidjan Publik: 11 933 Domare: Dahane Beida (Mauretanien) |

| 4           | 14 januari 2024 | Ghana               | 1 – 2           | Kap Verde                                 | Felix Houphouet Boigny Stadium                                            |                                                                           |
| 20:00 UTC±0 | 20:00 UTC±0     | Alexander Djiku 56′ | (0 – 1) Rapport | 17′ Jamiro Monteiro 90+2′ Garry Rodrigues | Abidjan Publik: 11 943 Domare: Jean-Jacques Ndala Ngambo (Kongo-Kinshasa) | Abidjan Publik: 11 943 Domare: Jean-Jacques Ndala Ngambo (Kongo-Kinshasa) |
| 20:00 UTC±0 | 20:00 UTC±0     |                     |                 |                                           | Abidjan Publik: 11 943 Domare: Jean-Jacques Ndala Ngambo (Kongo-Kinshasa) | Abidjan Publik: 11 943 Domare: Jean-Jacques Ndala Ngambo (Kongo-Kinshasa) |
| 20:00 UTC±0 | 20:00 UTC±0     |                     |                 |                                           | Abidjan Publik: 11 943 Domare: Jean-Jacques Ndala Ngambo (Kongo-Kinshasa) | Abidjan Publik: 11 943 Domare: Jean-Jacques Ndala Ngambo (Kongo-Kinshasa) |

| 15          | 18 januari 2024 | Egypten                               | 2 – 2           | Ghana                     | Felix Houphouet Boigny Stadium                      |                                                     |
| 20:00 UTC±0 | 20:00 UTC±0     | Omar Marmoush 69′ Mostafa Mohamed 74′ | (0 – 1) Rapport | 45+3′, 71′ Mohammed Kudus | Abidjan Publik: 20 808 Domare: Pierre Atcho (Gabon) | Abidjan Publik: 20 808 Domare: Pierre Atcho (Gabon) |
| 20:00 UTC±0 | 20:00 UTC±0     |                                       |                 |                           | Abidjan Publik: 20 808 Domare: Pierre Atcho (Gabon) | Abidjan Publik: 20 808 Domare: Pierre Atcho (Gabon) |
| 20:00 UTC±0 | 20:00 UTC±0     |                                       |                 |                           | Abidjan Publik: 20 808 Domare: Pierre Atcho (Gabon) | Abidjan Publik: 20 808 Domare: Pierre Atcho (Gabon) |

| 16          | 19 januari 2024 | Kap Verde                               | 3 – 0           | Moçambique | Felix Houphouet Boigny Stadium                        |                                                       |
| 14:00 UTC±0 | 14:00 UTC±0     | Bebé 32′ Ryan Mendes 51′ Kevin Pina 69′ | (1 – 0) Rapport |            | Abidjan Publik: 5 794 Domare: Samir Guezzaz (Marocko) | Abidjan Publik: 5 794 Domare: Samir Guezzaz (Marocko) |
| 14:00 UTC±0 | 14:00 UTC±0     |                                         |                 |            | Abidjan Publik: 5 794 Domare: Samir Guezzaz (Marocko) | Abidjan Publik: 5 794 Domare: Samir Guezzaz (Marocko) |
| 14:00 UTC±0 | 14:00 UTC±0     |                                         |                 |            | Abidjan Publik: 5 794 Domare: Samir Guezzaz (Marocko) | Abidjan Publik: 5 794 Domare: Samir Guezzaz (Marocko) |

| 27          | 22 januari 2024 | Moçambique                                      | 2 – 2           | Ghana                              | Alassane Ouattara Stadium                            |                                                      |
| 20:00 UTC±0 | 20:00 UTC±0     | Geny Catamo 90+1′ (str.) Reinildo Mandava 90+4′ | (0 – 1) Rapport | 15′ (str.), 70′ (str.) Jordan Ayew | Abidjan Publik: 6 000 Domare: Ibrahim Mutaz (Libyen) | Abidjan Publik: 6 000 Domare: Ibrahim Mutaz (Libyen) |
| 20:00 UTC±0 | 20:00 UTC±0     |                                                 |                 |                                    | Abidjan Publik: 6 000 Domare: Ibrahim Mutaz (Libyen) | Abidjan Publik: 6 000 Domare: Ibrahim Mutaz (Libyen) |
| 20:00 UTC±0 | 20:00 UTC±0     |                                                 |                 |                                    | Abidjan Publik: 6 000 Domare: Ibrahim Mutaz (Libyen) | Abidjan Publik: 6 000 Domare: Ibrahim Mutaz (Libyen) |

| 28          | 22 januari 2024 | Kap Verde                                 | 2 – 2           | Egypten                             | Felix Houphouet Boigny Stadium                               |                                                              |
| 20:00 UTC±0 | 20:00 UTC±0     | Gilson Tavares 45+1′ Bryan Teixeira 90+9′ | (1 – 0) Rapport | 50′ Trézéguet 90+3′ Mostafa Mohamed | Abidjan Publik: 15 650 Domare: Alhadi Allaou Mahamat (Tchad) | Abidjan Publik: 15 650 Domare: Alhadi Allaou Mahamat (Tchad) |
| 20:00 UTC±0 | 20:00 UTC±0     |                                           |                 |                                     | Abidjan Publik: 15 650 Domare: Alhadi Allaou Mahamat (Tchad) | Abidjan Publik: 15 650 Domare: Alhadi Allaou Mahamat (Tchad) |
| 20:00 UTC±0 | 20:00 UTC±0     |                                           |                 |                                     | Abidjan Publik: 15 650 Domare: Alhadi Allaou Mahamat (Tchad) | Abidjan Publik: 15 650 Domare: Alhadi Allaou Mahamat (Tchad) |

### Grupp C
| Nr | Lag     | S | V | O | F | GM | IM | MS | P |
| -- | ------- | - | - | - | - | -- | -- | -- | - |
| 1  | Senegal | 3 | 3 | 0 | 0 | 8  | 1  | +7 | 9 |
| 2  | Kamerun | 3 | 1 | 1 | 1 | 5  | 6  | −1 | 4 |
| 3  | Guinea  | 3 | 1 | 1 | 1 | 2  | 3  | −1 | 4 |
| 4  | Gambia  | 3 | 0 | 0 | 3 | 2  | 7  | −5 | 0 |

| 5           | 15 januari 2024 | Senegal                              | 3 – 0           | Gambia | Charles Konan Banny Stadium                                 |                                                             |
| 14:00 UTC±0 | 14:00 UTC±0     | Pape Gueye 4′ Lamine Camara 52′, 86′ | (1 – 0) Rapport |        | Yamoussoukro Publik: 7 896 Domare: Redouane Jiyed (Marocko) | Yamoussoukro Publik: 7 896 Domare: Redouane Jiyed (Marocko) |
| 14:00 UTC±0 | 14:00 UTC±0     |                                      |                 |        | Yamoussoukro Publik: 7 896 Domare: Redouane Jiyed (Marocko) | Yamoussoukro Publik: 7 896 Domare: Redouane Jiyed (Marocko) |
| 14:00 UTC±0 | 14:00 UTC±0     |                                      |                 |        | Yamoussoukro Publik: 7 896 Domare: Redouane Jiyed (Marocko) | Yamoussoukro Publik: 7 896 Domare: Redouane Jiyed (Marocko) |

| 6           | 15 januari 2024 | Kamerun         | 1 – 1           | Guinea           | Charles Konan Banny Stadium                                |                                                            |
| 17:00 UTC±0 | 17:00 UTC±0     | Frank Magri 51′ | (0 – 1) Rapport | 10′ Mohamed Bayo | Yamoussoukro Publik: 11 271 Domare: Mutaz Ibrahim (Libyen) | Yamoussoukro Publik: 11 271 Domare: Mutaz Ibrahim (Libyen) |
| 17:00 UTC±0 | 17:00 UTC±0     |                 |                 |                  | Yamoussoukro Publik: 11 271 Domare: Mutaz Ibrahim (Libyen) | Yamoussoukro Publik: 11 271 Domare: Mutaz Ibrahim (Libyen) |
| 17:00 UTC±0 | 17:00 UTC±0     |                 |                 |                  | Yamoussoukro Publik: 11 271 Domare: Mutaz Ibrahim (Libyen) | Yamoussoukro Publik: 11 271 Domare: Mutaz Ibrahim (Libyen) |

| 17          | 19 januari 2024 | Senegal                                            | 3 – 1           | Kamerun                      | Charles Konan Banny Stadium                                    |                                                                |
| 17:00 UTC±0 | 17:00 UTC±0     | Ismaïla Sarr 16′ Habib Diallo 71′ Sadio Mané 90+5′ | (1 – 0) Rapport | 83′ Jean-Charles Castelletto | Yamoussoukro Publik: 19 176 Domare: Mahmood Ali Ismail (Sudan) | Yamoussoukro Publik: 19 176 Domare: Mahmood Ali Ismail (Sudan) |
| 17:00 UTC±0 | 17:00 UTC±0     |                                                    |                 |                              | Yamoussoukro Publik: 19 176 Domare: Mahmood Ali Ismail (Sudan) | Yamoussoukro Publik: 19 176 Domare: Mahmood Ali Ismail (Sudan) |
| 17:00 UTC±0 | 17:00 UTC±0     |                                                    |                 |                              | Yamoussoukro Publik: 19 176 Domare: Mahmood Ali Ismail (Sudan) | Yamoussoukro Publik: 19 176 Domare: Mahmood Ali Ismail (Sudan) |

| 18          | 19 januari 2024 | Guinea             | 1 – 0           | Gambia | Charles Konan Banny Stadium                                               |                                                                           |
| 20:00 UTC±0 | 20:00 UTC±0     | Aguibou Camara 69′ | (0 – 0) Rapport |        | Yamoussoukro Publik: 19 822 Domare: Abdel Aziz Mohamed Bouh (Mauretanien) | Yamoussoukro Publik: 19 822 Domare: Abdel Aziz Mohamed Bouh (Mauretanien) |
| 20:00 UTC±0 | 20:00 UTC±0     |                    |                 |        | Yamoussoukro Publik: 19 822 Domare: Abdel Aziz Mohamed Bouh (Mauretanien) | Yamoussoukro Publik: 19 822 Domare: Abdel Aziz Mohamed Bouh (Mauretanien) |
| 20:00 UTC±0 | 20:00 UTC±0     |                    |                 |        | Yamoussoukro Publik: 19 822 Domare: Abdel Aziz Mohamed Bouh (Mauretanien) | Yamoussoukro Publik: 19 822 Domare: Abdel Aziz Mohamed Bouh (Mauretanien) |

| 29          | 23 januari 2024 | Guinea | 0 – 2           | Senegal                              | Charles Konan Banny Stadium                                             |                                                                         |
| 17:00 UTC±0 | 17:00 UTC±0     |        | (0 – 0) Rapport | 61′ Abdoulaye Seck 90′ Iliman Ndiaye | Yamoussoukro Publik: 15 753 Domare: Pacifique Ndabihawenimana (Burundi) | Yamoussoukro Publik: 15 753 Domare: Pacifique Ndabihawenimana (Burundi) |
| 17:00 UTC±0 | 17:00 UTC±0     |        |                 |                                      | Yamoussoukro Publik: 15 753 Domare: Pacifique Ndabihawenimana (Burundi) | Yamoussoukro Publik: 15 753 Domare: Pacifique Ndabihawenimana (Burundi) |
| 17:00 UTC±0 | 17:00 UTC±0     |        |                 |                                      | Yamoussoukro Publik: 15 753 Domare: Pacifique Ndabihawenimana (Burundi) | Yamoussoukro Publik: 15 753 Domare: Pacifique Ndabihawenimana (Burundi) |

| 30          | 23 januari 2024 | Gambia                             | 2 – 3           | Kamerun                                                            | Stade de la Paix                                               |                                                                |
| 17:00 UTC±0 | 17:00 UTC±0     | Ablie Jallow 72′ Ebrima Colley 85′ | (0 – 0) Rapport | 56′ Karl Toko Ekambi 87′ (sjm.) James Gomez 90+1′ Christopher Wooh | Bouaké Publik: 24 172 Domare: Bamlak Tessema Weyesa (Etiopien) | Bouaké Publik: 24 172 Domare: Bamlak Tessema Weyesa (Etiopien) |
| 17:00 UTC±0 | 17:00 UTC±0     |                                    |                 |                                                                    | Bouaké Publik: 24 172 Domare: Bamlak Tessema Weyesa (Etiopien) | Bouaké Publik: 24 172 Domare: Bamlak Tessema Weyesa (Etiopien) |
| 17:00 UTC±0 | 17:00 UTC±0     |                                    |                 |                                                                    | Bouaké Publik: 24 172 Domare: Bamlak Tessema Weyesa (Etiopien) | Bouaké Publik: 24 172 Domare: Bamlak Tessema Weyesa (Etiopien) |

### Grupp D
| Nr | Lag          | S | V | O | F | GM | IM | MS | P |
| -- | ------------ | - | - | - | - | -- | -- | -- | - |
| 1  | Angola       | 3 | 2 | 1 | 0 | 6  | 3  | +3 | 7 |
| 2  | Burkina Faso | 3 | 1 | 1 | 1 | 3  | 4  | −1 | 4 |
| 3  | Mauretanien  | 3 | 1 | 0 | 2 | 3  | 4  | −1 | 3 |
| 4  | Algeriet     | 3 | 0 | 2 | 1 | 3  | 4  | −1 | 2 |

| 7           | 15 januari 2024 | Algeriet              | 1 – 1           | Angola              | Stade de la Paix                                |                                                 |
| 20:00 UTC±0 | 20:00 UTC±0     | Baghdad Bounedjah 18′ | (1 – 0) Rapport | 68′ (str.) Mabululu | Bouaké Publik: 19 740 Domare: Issa Sy (Senegal) | Bouaké Publik: 19 740 Domare: Issa Sy (Senegal) |
| 20:00 UTC±0 | 20:00 UTC±0     |                       |                 |                     | Bouaké Publik: 19 740 Domare: Issa Sy (Senegal) | Bouaké Publik: 19 740 Domare: Issa Sy (Senegal) |
| 20:00 UTC±0 | 20:00 UTC±0     |                       |                 |                     | Bouaké Publik: 19 740 Domare: Issa Sy (Senegal) | Bouaké Publik: 19 740 Domare: Issa Sy (Senegal) |

| 8           | 16 januari 2024 | Burkina Faso                 | 1 – 0           | Mauretanien | Stade de la Paix                                    |                                                     |
| 14:00 UTC±0 | 14:00 UTC±0     | Bertrand Traoré 90+6′ (str.) | (0 – 0) Rapport |             | Bouaké Publik: 27 898 Domare: Jalal Jiyed (Marocko) | Bouaké Publik: 27 898 Domare: Jalal Jiyed (Marocko) |
| 14:00 UTC±0 | 14:00 UTC±0     |                              |                 |             | Bouaké Publik: 27 898 Domare: Jalal Jiyed (Marocko) | Bouaké Publik: 27 898 Domare: Jalal Jiyed (Marocko) |
| 14:00 UTC±0 | 14:00 UTC±0     |                              |                 |             | Bouaké Publik: 27 898 Domare: Jalal Jiyed (Marocko) | Bouaké Publik: 27 898 Domare: Jalal Jiyed (Marocko) |

| 19          | 20 januari 2024 | Algeriet                     | 2 – 2           | Burkina Faso                                    | Stade de la Paix                                       |                                                        |
| 14:00 UTC±0 | 14:00 UTC±0     | Baghdad Bounedjah 51′, 90+5′ | (0 – 1) Rapport | 45+3′ Mohamed Konaté 71′ (str.) Bertrand Traoré | Bouaké Publik: 33 501 Domare: Abongile Tom (Sydafrika) | Bouaké Publik: 33 501 Domare: Abongile Tom (Sydafrika) |
| 14:00 UTC±0 | 14:00 UTC±0     |                              |                 |                                                 | Bouaké Publik: 33 501 Domare: Abongile Tom (Sydafrika) | Bouaké Publik: 33 501 Domare: Abongile Tom (Sydafrika) |
| 14:00 UTC±0 | 14:00 UTC±0     |                              |                 |                                                 | Bouaké Publik: 33 501 Domare: Abongile Tom (Sydafrika) | Bouaké Publik: 33 501 Domare: Abongile Tom (Sydafrika) |

| 20          | 20 januari 2024 | Mauretanien                              | 2 – 3           | Angola                            | Stade de la Paix                                        |                                                         |
| 17:00 UTC±0 | 17:00 UTC±0     | Sidi Bouna Amar 43′ Aboubakary Koita 58′ | (1 – 1) Rapport | 30′, 50′ Gelson Dala 53′ Gilberto | Bouaké Publik: 36 318 Domare: Mohamed Maarouf (Egypten) | Bouaké Publik: 36 318 Domare: Mohamed Maarouf (Egypten) |
| 17:00 UTC±0 | 17:00 UTC±0     |                                          |                 |                                   | Bouaké Publik: 36 318 Domare: Mohamed Maarouf (Egypten) | Bouaké Publik: 36 318 Domare: Mohamed Maarouf (Egypten) |
| 17:00 UTC±0 | 17:00 UTC±0     |                                          |                 |                                   | Bouaké Publik: 36 318 Domare: Mohamed Maarouf (Egypten) | Bouaké Publik: 36 318 Domare: Mohamed Maarouf (Egypten) |

| 31          | 23 januari 2024 | Angola                  | 2 – 0           | Burkina Faso | Charles Konan Banny Stadium                                                    |                                                                                |
| 20:00 UTC±0 | 20:00 UTC±0     | Mabululu 36′ Zini 90+2′ | (1 – 0) Rapport |              | Yamoussoukro Publik: 15 753 Domare: Jean-Jacques Ndala Ngambo (Kongo-Kinshasa) | Yamoussoukro Publik: 15 753 Domare: Jean-Jacques Ndala Ngambo (Kongo-Kinshasa) |
| 20:00 UTC±0 | 20:00 UTC±0     |                         |                 |              | Yamoussoukro Publik: 15 753 Domare: Jean-Jacques Ndala Ngambo (Kongo-Kinshasa) | Yamoussoukro Publik: 15 753 Domare: Jean-Jacques Ndala Ngambo (Kongo-Kinshasa) |
| 20:00 UTC±0 | 20:00 UTC±0     |                         |                 |              | Yamoussoukro Publik: 15 753 Domare: Jean-Jacques Ndala Ngambo (Kongo-Kinshasa) | Yamoussoukro Publik: 15 753 Domare: Jean-Jacques Ndala Ngambo (Kongo-Kinshasa) |

| 32          | 23 januari 2024 | Mauretanien              | 1 – 0           | Algeriet | Stade de la Paix                                              |                                                               |
| 20:00 UTC±0 | 20:00 UTC±0     | Mohamed Dellahi Yali 37′ | (1 – 0) Rapport |          | Bouaké Publik: 28 010 Domare: Omar Abdulkadir Artan (Somalia) | Bouaké Publik: 28 010 Domare: Omar Abdulkadir Artan (Somalia) |
| 20:00 UTC±0 | 20:00 UTC±0     |                          |                 |          | Bouaké Publik: 28 010 Domare: Omar Abdulkadir Artan (Somalia) | Bouaké Publik: 28 010 Domare: Omar Abdulkadir Artan (Somalia) |
| 20:00 UTC±0 | 20:00 UTC±0     |                          |                 |          | Bouaké Publik: 28 010 Domare: Omar Abdulkadir Artan (Somalia) | Bouaké Publik: 28 010 Domare: Omar Abdulkadir Artan (Somalia) |

### Grupp E
| Nr | Lag       | S | V | O | F | GM | IM | MS | P |
| -- | --------- | - | - | - | - | -- | -- | -- | - |
| 1  | Mali      | 3 | 1 | 2 | 0 | 3  | 1  | +2 | 5 |
| 2  | Sydafrika | 3 | 1 | 1 | 1 | 4  | 2  | +2 | 4 |
| 3  | Namibia   | 3 | 1 | 1 | 1 | 1  | 4  | −3 | 4 |
| 4  | Tunisien  | 3 | 0 | 2 | 1 | 1  | 2  | −1 | 2 |

| 9           | 16 januari 2024 | Tunisien | 0 – 1           | Namibia        | Amadou Gon Coulibaly Stadium                                   |                                                                |
| 17:00 UTC±0 | 17:00 UTC±0     |          | (0 – 0) Rapport | 88′ Deon Hotto | Korhogo Publik: 13 991 Domare: Omar Abdulkadir Artan (Somalia) | Korhogo Publik: 13 991 Domare: Omar Abdulkadir Artan (Somalia) |
| 17:00 UTC±0 | 17:00 UTC±0     |          |                 |                | Korhogo Publik: 13 991 Domare: Omar Abdulkadir Artan (Somalia) | Korhogo Publik: 13 991 Domare: Omar Abdulkadir Artan (Somalia) |
| 17:00 UTC±0 | 17:00 UTC±0     |          |                 |                | Korhogo Publik: 13 991 Domare: Omar Abdulkadir Artan (Somalia) | Korhogo Publik: 13 991 Domare: Omar Abdulkadir Artan (Somalia) |

| 10          | 16 januari 2024 | Mali                                   | 2 – 0           | Sydafrika | Amadou Gon Coulibaly Stadium                          |                                                       |
| 20:00 UTC±0 | 20:00 UTC±0     | Hamari Traoré 60′ Lassine Sinayoko 66′ | (0 – 0) Rapport |           | Korhogo Publik: 16 894 Domare: Mohamed Adel (Egypten) | Korhogo Publik: 16 894 Domare: Mohamed Adel (Egypten) |
| 20:00 UTC±0 | 20:00 UTC±0     |                                        |                 |           | Korhogo Publik: 16 894 Domare: Mohamed Adel (Egypten) | Korhogo Publik: 16 894 Domare: Mohamed Adel (Egypten) |
| 20:00 UTC±0 | 20:00 UTC±0     |                                        |                 |           | Korhogo Publik: 16 894 Domare: Mohamed Adel (Egypten) | Korhogo Publik: 16 894 Domare: Mohamed Adel (Egypten) |

| 21          | 20 januari 2024 | Tunisien        | 1 – 1           | Mali                 | Amadou Gon Coulibaly Stadium                             |                                                          |
| 20:00 UTC±0 | 20:00 UTC±0     | Hamza Rafia 20′ | (1 – 1) Rapport | 10′ Lassine Sinayoko | Korhogo Publik: 18 130 Domare: Daniel Nii Laryea (Ghana) | Korhogo Publik: 18 130 Domare: Daniel Nii Laryea (Ghana) |
| 20:00 UTC±0 | 20:00 UTC±0     |                 |                 |                      | Korhogo Publik: 18 130 Domare: Daniel Nii Laryea (Ghana) | Korhogo Publik: 18 130 Domare: Daniel Nii Laryea (Ghana) |
| 20:00 UTC±0 | 20:00 UTC±0     |                 |                 |                      | Korhogo Publik: 18 130 Domare: Daniel Nii Laryea (Ghana) | Korhogo Publik: 18 130 Domare: Daniel Nii Laryea (Ghana) |

| 22          | 21 januari 2024 | Sydafrika                                                     | 4 – 0           | Namibia | Amadou Gon Coulibaly Stadium                           |                                                        |
| 20:00 UTC±0 | 20:00 UTC±0     | Percy Tau 14′ (str.) Themba Zwane 25′, 40′ Thapelo Maseko 75′ | (3 – 0) Rapport |         | Korhogo Publik: 9 304 Domare: Youcef Gamouh (Algeriet) | Korhogo Publik: 9 304 Domare: Youcef Gamouh (Algeriet) |
| 20:00 UTC±0 | 20:00 UTC±0     |                                                               |                 |         | Korhogo Publik: 9 304 Domare: Youcef Gamouh (Algeriet) | Korhogo Publik: 9 304 Domare: Youcef Gamouh (Algeriet) |
| 20:00 UTC±0 | 20:00 UTC±0     |                                                               |                 |         | Korhogo Publik: 9 304 Domare: Youcef Gamouh (Algeriet) | Korhogo Publik: 9 304 Domare: Youcef Gamouh (Algeriet) |

| 33          | 24 januari 2024 | Sydafrika | 0 – 0   | Tunisien | Amadou Gon Coulibaly Stadium                     |                                                  |
| 17:00 UTC±0 | 17:00 UTC±0     |           | Rapport |          | Korhogo Publik: 12 847 Domare: Issa Sy (Senegal) | Korhogo Publik: 12 847 Domare: Issa Sy (Senegal) |
| 17:00 UTC±0 | 17:00 UTC±0     |           |         |          | Korhogo Publik: 12 847 Domare: Issa Sy (Senegal) | Korhogo Publik: 12 847 Domare: Issa Sy (Senegal) |
| 17:00 UTC±0 | 17:00 UTC±0     |           |         |          | Korhogo Publik: 12 847 Domare: Issa Sy (Senegal) | Korhogo Publik: 12 847 Domare: Issa Sy (Senegal) |

| 34          | 24 januari 2024 | Namibia | 0 – 0   | Mali | Laurent Pokou Stadium                                     |                                                           |
| 17:00 UTC±0 | 17:00 UTC±0     |         | Rapport |      | San-Pédro Publik: 15 231 Domare: Samuel Uwikunda (Rwanda) | San-Pédro Publik: 15 231 Domare: Samuel Uwikunda (Rwanda) |
| 17:00 UTC±0 | 17:00 UTC±0     |         |         |      | San-Pédro Publik: 15 231 Domare: Samuel Uwikunda (Rwanda) | San-Pédro Publik: 15 231 Domare: Samuel Uwikunda (Rwanda) |
| 17:00 UTC±0 | 17:00 UTC±0     |         |         |      | San-Pédro Publik: 15 231 Domare: Samuel Uwikunda (Rwanda) | San-Pédro Publik: 15 231 Domare: Samuel Uwikunda (Rwanda) |

### Grupp F
| Nr | Lag            | S | V | O | F | GM | IM | MS | P |
| -- | -------------- | - | - | - | - | -- | -- | -- | - |
| 1  | Marocko        | 3 | 2 | 1 | 0 | 5  | 1  | +4 | 7 |
| 2  | Kongo-Kinshasa | 3 | 0 | 3 | 0 | 2  | 2  | 0  | 3 |
| 3  | Zambia         | 3 | 0 | 2 | 1 | 2  | 3  | −1 | 2 |
| 4  | Tanzania       | 3 | 0 | 2 | 1 | 1  | 4  | −3 | 2 |

| 11          | 17 januari 2024 | Marocko                                                    | 3 – 0           | Tanzania | Laurent Pokou Stadium                                          |                                                                |
| 17:00 UTC±0 | 17:00 UTC±0     | Romain Saïss 30′ Azzedine Ounahi 77′ Youssef En-Nesyri 80′ | (1 – 0) Rapport |          | San-Pédro Publik: 15 478 Domare: Alhadj Allaou Mahamat (Tchad) | San-Pédro Publik: 15 478 Domare: Alhadj Allaou Mahamat (Tchad) |
| 17:00 UTC±0 | 17:00 UTC±0     |                                                            |                 |          | San-Pédro Publik: 15 478 Domare: Alhadj Allaou Mahamat (Tchad) | San-Pédro Publik: 15 478 Domare: Alhadj Allaou Mahamat (Tchad) |
| 17:00 UTC±0 | 17:00 UTC±0     |                                                            |                 |          | San-Pédro Publik: 15 478 Domare: Alhadj Allaou Mahamat (Tchad) | San-Pédro Publik: 15 478 Domare: Alhadj Allaou Mahamat (Tchad) |

| 12          | 17 januari 2024 | Kongo-Kinshasa  | 1 – 1           | Zambia           | Laurent Pokou Stadium                                             |                                                                   |
| 20:00 UTC±0 | 20:00 UTC±0     | Yoane Wissa 27′ | (1 – 1) Rapport | 23′ Kings Kangwa | San-Pédro Publik: 15 478 Domare: Bamlak Tessema Weyesa (Etiopien) | San-Pédro Publik: 15 478 Domare: Bamlak Tessema Weyesa (Etiopien) |
| 20:00 UTC±0 | 20:00 UTC±0     |                 |                 |                  | San-Pédro Publik: 15 478 Domare: Bamlak Tessema Weyesa (Etiopien) | San-Pédro Publik: 15 478 Domare: Bamlak Tessema Weyesa (Etiopien) |
| 20:00 UTC±0 | 20:00 UTC±0     |                 |                 |                  | San-Pédro Publik: 15 478 Domare: Bamlak Tessema Weyesa (Etiopien) | San-Pédro Publik: 15 478 Domare: Bamlak Tessema Weyesa (Etiopien) |

| 22          | 21 januari 2024 | Marocko          | 1 – 1           | Kongo-Kinshasa           | Laurent Pokou Stadium                                 |                                                       |
| 14:00 UTC±0 | 14:00 UTC±0     | Achraf Hakimi 6′ | (1 – 0) Rapport | 76′ Silas Katompa Mvumpa | San-Pédro Publik: 13 342 Domare: Peter Waweru (Kenya) | San-Pédro Publik: 13 342 Domare: Peter Waweru (Kenya) |
| 14:00 UTC±0 | 14:00 UTC±0     |                  |                 |                          | San-Pédro Publik: 13 342 Domare: Peter Waweru (Kenya) | San-Pédro Publik: 13 342 Domare: Peter Waweru (Kenya) |
| 14:00 UTC±0 | 14:00 UTC±0     |                  |                 |                          | San-Pédro Publik: 13 342 Domare: Peter Waweru (Kenya) | San-Pédro Publik: 13 342 Domare: Peter Waweru (Kenya) |

| 23          | 21 januari 2024 | Zambia          | 1 – 1           | Tanzania        | Laurent Pokou Stadium                                               |                                                                     |
| 17:00 UTC±0 | 17:00 UTC±0     | Patson Daka 88′ | (0 – 1) Rapport | 11′ Simon Msuva | San-Pédro Publik: 13 342 Domare: Djindo Louis Houngnandande (Benin) | San-Pédro Publik: 13 342 Domare: Djindo Louis Houngnandande (Benin) |
| 17:00 UTC±0 | 17:00 UTC±0     |                 |                 |                 | San-Pédro Publik: 13 342 Domare: Djindo Louis Houngnandande (Benin) | San-Pédro Publik: 13 342 Domare: Djindo Louis Houngnandande (Benin) |
| 17:00 UTC±0 | 17:00 UTC±0     |                 |                 |                 | San-Pédro Publik: 13 342 Domare: Djindo Louis Houngnandande (Benin) | San-Pédro Publik: 13 342 Domare: Djindo Louis Houngnandande (Benin) |

| 35          | 24 januari 2024 | Tanzania | 0 – 0   | Kongo-Kinshasa | Amadou Gon Coulibaly Stadium                       |                                                    |
| 20:00 UTC±0 | 20:00 UTC±0     |          | Rapport |                | Korhogo Publik: 12 847 Domare: Amin Omar (Egypten) | Korhogo Publik: 12 847 Domare: Amin Omar (Egypten) |
| 20:00 UTC±0 | 20:00 UTC±0     |          |         |                | Korhogo Publik: 12 847 Domare: Amin Omar (Egypten) | Korhogo Publik: 12 847 Domare: Amin Omar (Egypten) |
| 20:00 UTC±0 | 20:00 UTC±0     |          |         |                | Korhogo Publik: 12 847 Domare: Amin Omar (Egypten) | Korhogo Publik: 12 847 Domare: Amin Omar (Egypten) |

| 36          | 24 januari 2024 | Zambia | 0 – 1           | Marocko          | Laurent Pokou Stadium                                   |                                                         |
| 20:00 UTC±0 | 20:00 UTC±0     |        | (0 – 1) Rapport | 37′ Hakim Ziyech | San-Pédro Publik: 15 231 Domare: Patrice Tanguy (Gabon) | San-Pédro Publik: 15 231 Domare: Patrice Tanguy (Gabon) |
| 20:00 UTC±0 | 20:00 UTC±0     |        |                 |                  | San-Pédro Publik: 15 231 Domare: Patrice Tanguy (Gabon) | San-Pédro Publik: 15 231 Domare: Patrice Tanguy (Gabon) |
| 20:00 UTC±0 | 20:00 UTC±0     |        |                 |                  | San-Pédro Publik: 15 231 Domare: Patrice Tanguy (Gabon) | San-Pédro Publik: 15 231 Domare: Patrice Tanguy (Gabon) |

### Ranking av grupptreor
| Nr | Lag (grupp)         | S | V | O | F | GM | IM | MS | P |
| -- | ------------------- | - | - | - | - | -- | -- | -- | - |
| 1  | Guinea (C)          | 3 | 1 | 1 | 1 | 2  | 3  | −1 | 4 |
| 2  | Namibia (E)         | 3 | 1 | 1 | 1 | 1  | 4  | −3 | 4 |
| 3  | Mauretanien (D)     | 3 | 1 | 0 | 2 | 3  | 4  | −1 | 3 |
| 4  | Elfenbenskusten (A) | 3 | 1 | 0 | 2 | 2  | 5  | −3 | 3 |
| 5  | Ghana (B)           | 3 | 0 | 2 | 1 | 5  | 6  | −1 | 2 |
| 6  | Zambia (F)          | 3 | 0 | 2 | 1 | 2  | 3  | −1 | 2 |

## Slutspel

### Slutspelsträd
|  | Åttondelsfinaler       | Åttondelsfinaler       |                 |       | Kvartsfinaler    | Kvartsfinaler |  |  | Semifinaler | Semifinaler |  |  | Final | Final |
|  |                        |                        |                 |       |                  |               |  |  |             |             |  |  |       |       |
|  |                        |                        |                 |       |                  |               |  |  |             |             |  |  |       |       |
|  |                        |                        |                 |       |                  |               |  |  |             |             |  |  |       |       |
|  | Nigeria                | 2                      |                 |       |                  |               |  |  |             |             |  |  |       |       |
|  | Nigeria                | 2                      |                 |       |                  |               |  |  |             |             |  |  |       |       |
|  | Kamerun                | 0                      |                 |       |                  |               |  |  |             |             |  |  |       |       |
|  | Kamerun                | 0                      | Nigeria         | 1     |                  |               |  |  |             |             |  |  |       |       |
|  |                        |                        | Nigeria         | 1     |                  |               |  |  |             |             |  |  |       |       |
|  |                        | Angola                 | 0               |       |                  |               |  |  |             |             |  |  |       |       |
|  | Angola                 | Angola                 | 0               | 3     |                  |               |  |  |             |             |  |  |       |       |
|  | Angola                 |                        |                 | 3     |                  |               |  |  |             |             |  |  |       |       |
|  | Namibia                | 0                      |                 |       |                  |               |  |  |             |             |  |  |       |       |
|  | Namibia                | 0                      | Nigeria (str.)  | 1 (4) |                  |               |  |  |             |             |  |  |       |       |
|  |                        |                        | Nigeria (str.)  | 1 (4) |                  |               |  |  |             |             |  |  |       |       |
|  |                        | Sydafrika              | 1 (2)           |       |                  |               |  |  |             |             |  |  |       |       |
|  | Kap Verde              | Sydafrika              | 1 (2)           | 1     |                  |               |  |  |             |             |  |  |       |       |
|  | Kap Verde              |                        |                 | 1     |                  |               |  |  |             |             |  |  |       |       |
|  | Mauretanien            | 0                      |                 |       |                  |               |  |  |             |             |  |  |       |       |
|  | Mauretanien            | 0                      | Kap Verde       | 0 (1) |                  |               |  |  |             |             |  |  |       |       |
|  |                        |                        | Kap Verde       | 0 (1) |                  |               |  |  |             |             |  |  |       |       |
|  |                        | Sydafrika (str.)       | 0 (2)           |       |                  |               |  |  |             |             |  |  |       |       |
|  | Marocko                | Sydafrika (str.)       | 0 (2)           | 0     |                  |               |  |  |             |             |  |  |       |       |
|  | Marocko                |                        |                 | 0     |                  |               |  |  |             |             |  |  |       |       |
|  | Sydafrika              | 2                      |                 |       |                  |               |  |  |             |             |  |  |       |       |
|  | Sydafrika              | 2                      | Nigeria         | 1     |                  |               |  |  |             |             |  |  |       |       |
|  |                        |                        | Nigeria         | 1     |                  |               |  |  |             |             |  |  |       |       |
|  |                        | Elfenbenskusten        | 2               |       |                  |               |  |  |             |             |  |  |       |       |
|  | Mali                   | Elfenbenskusten        | 2               | 2     |                  |               |  |  |             |             |  |  |       |       |
|  | Mali                   |                        |                 | 2     |                  |               |  |  |             |             |  |  |       |       |
|  | Burkina Faso           | 1                      |                 |       |                  |               |  |  |             |             |  |  |       |       |
|  | Burkina Faso           | 1                      | Mali            | 1     |                  |               |  |  |             |             |  |  |       |       |
|  |                        |                        | Mali            | 1     |                  |               |  |  |             |             |  |  |       |       |
|  |                        | Elfenbenskusten (e.f.) | 2               |       |                  |               |  |  |             |             |  |  |       |       |
|  | Senegal                | Elfenbenskusten (e.f.) | 2               | 1 (4) |                  |               |  |  |             |             |  |  |       |       |
|  | Senegal                |                        |                 | 1 (4) |                  |               |  |  |             |             |  |  |       |       |
|  | Elfenbenskusten (str.) | 1 (5)                  |                 |       |                  |               |  |  |             |             |  |  |       |       |
|  | Elfenbenskusten (str.) | 1 (5)                  | Elfenbenskusten | 1     |                  |               |  |  |             |             |  |  |       |       |
|  |                        |                        | Elfenbenskusten | 1     |                  |               |  |  |             |             |  |  |       |       |
|  |                        | Kongo-Kinshasa         | 0               |       | Bronsmatch       | Bronsmatch    |  |  |             |             |  |  |       |       |
|  | Egypten                | Kongo-Kinshasa         | 0               | 1 (7) | Bronsmatch       | Bronsmatch    |  |  |             |             |  |  |       |       |
|  | Egypten                |                        |                 | 1 (7) |                  |               |  |  |             |             |  |  |       |       |
|  | Kongo-Kinshasa (str.)  | 1 (8)                  |                 |       |                  |               |  |  |             |             |  |  |       |       |
|  | Kongo-Kinshasa (str.)  | 1 (8)                  | Kongo-Kinshasa  | 3     | Sydafrika (str.) | 0 (6)         |  |  |             |             |  |  |       |       |
|  |                        |                        | Kongo-Kinshasa  | 3     | Sydafrika (str.) | 0 (6)         |  |  |             |             |  |  |       |       |
|  |                        | Guinea                 | 1               |       | Kongo-Kinshasa   | 0 (5)         |  |  |             |             |  |  |       |       |
|  | Ekvatorialguinea       | Guinea                 | 1               | 0     | Kongo-Kinshasa   | 0 (5)         |  |  |             |             |  |  |       |       |
|  | Ekvatorialguinea       |                        |                 | 0     |                  |               |  |  |             |             |  |  |       |       |
|  | Guinea                 | 1                      |                 |       |                  |               |  |  |             |             |  |  |       |       |
|  | Guinea                 | 1                      |                 |       |                  |               |  |  |             |             |  |  |       |       |

### Åttondelsfinaler
| 37          | 27 januari 2024 | Angola                            | 3 – 0           | Namibia | Stade de la Paix                                         |                                                          |
| 17:00 UTC±0 | 17:00 UTC±0     | Gelson Dala 38′, 42′ Mabululu 66′ | (2 – 0) Rapport |         | Bouaké Publik: 28 663 Domare: Dahane Beida (Mauretanien) | Bouaké Publik: 28 663 Domare: Dahane Beida (Mauretanien) |
| 17:00 UTC±0 | 17:00 UTC±0     |                                   |                 |         | Bouaké Publik: 28 663 Domare: Dahane Beida (Mauretanien) | Bouaké Publik: 28 663 Domare: Dahane Beida (Mauretanien) |
| 17:00 UTC±0 | 17:00 UTC±0     |                                   |                 |         | Bouaké Publik: 28 663 Domare: Dahane Beida (Mauretanien) | Bouaké Publik: 28 663 Domare: Dahane Beida (Mauretanien) |

| 38          | 27 januari 2024 | Nigeria                  | 2 – 0           | Kamerun | Felix Houphouet Boigny Stadium                          |                                                         |
| 20:00 UTC±0 | 20:00 UTC±0     | Ademola Lookman 36′, 90′ | (1 – 0) Rapport |         | Abidjan Publik: 22 085 Domare: Rédouane Jiyed (Marocko) | Abidjan Publik: 22 085 Domare: Rédouane Jiyed (Marocko) |
| 20:00 UTC±0 | 20:00 UTC±0     |                          |                 |         | Abidjan Publik: 22 085 Domare: Rédouane Jiyed (Marocko) | Abidjan Publik: 22 085 Domare: Rédouane Jiyed (Marocko) |
| 20:00 UTC±0 | 20:00 UTC±0     |                          |                 |         | Abidjan Publik: 22 085 Domare: Rédouane Jiyed (Marocko) | Abidjan Publik: 22 085 Domare: Rédouane Jiyed (Marocko) |

| 39          | 28 januari 2024 | Ekvatorialguinea | 0 – 1           | Guinea             | Alassane Ouattara Stadium                                      |                                                                |
| 17:00 UTC±0 | 17:00 UTC±0     |                  | (0 – 0) Rapport | 90+8′ Mohamed Bayo | Abidjan Publik: 36 340 Domare: Omar Abdulkadir Artan (Somalia) | Abidjan Publik: 36 340 Domare: Omar Abdulkadir Artan (Somalia) |
| 17:00 UTC±0 | 17:00 UTC±0     |                  |                 |                    | Abidjan Publik: 36 340 Domare: Omar Abdulkadir Artan (Somalia) | Abidjan Publik: 36 340 Domare: Omar Abdulkadir Artan (Somalia) |
| 17:00 UTC±0 | 17:00 UTC±0     |                  |                 |                    | Abidjan Publik: 36 340 Domare: Omar Abdulkadir Artan (Somalia) | Abidjan Publik: 36 340 Domare: Omar Abdulkadir Artan (Somalia) |

| 40          | 28 januari 2024 | Egypten | 0000 1 – 1 (e.fl.)         | Kongo-Kinshasa | Laurent Pokou Stadium                                     |                                                           |
| 20:00 UTC±0 | 20:00 UTC±0     | Mostafa Mohamed 45+1′ (str.) | (1 – 1) Rapport            | 37′ Meschak Elia | San-Pédro Publik: 12 342 Domare: Abongile Tom (Sydafrika) | San-Pédro Publik: 12 342 Domare: Abongile Tom (Sydafrika) |
| 20:00 UTC±0 | 20:00 UTC±0     | |                            | | San-Pédro Publik: 12 342 Domare: Abongile Tom (Sydafrika) | San-Pédro Publik: 12 342 Domare: Abongile Tom (Sydafrika) |
| 20:00 UTC±0 | 20:00 UTC±0     | Mohamed Abdelmonem Mostafa Mohamed Omar Marmoush Omar Kamal Mohamed Hany Ahmed Hegazi Mostafa Fathi Mahmoud Hamada Mohamed Abou Gabal | Straffsparksläggning 7 – 8 | Samuel Moutoussamy Arthur Masuaku Grady Diangana Silas Katompa Mvumpa Aaron Tshibola Gédéon Kalulu Chancel Mbemba Henoc Inonga Baka Lionel Mpasi | San-Pédro Publik: 12 342 Domare: Abongile Tom (Sydafrika) | San-Pédro Publik: 12 342 Domare: Abongile Tom (Sydafrika) |

| 41          | 29 januari 2024 | Kap Verde              | 1 – 0           | Mauretanien | Felix Houphouet Boigny Stadium                        |                                                       |
| 17:00 UTC±0 | 17:00 UTC±0     | Ryan Mendes 88′ (str.) | (0 – 0) Rapport |             | Abidjan Publik: 16 088 Domare: Mohamed Adel (Egypten) | Abidjan Publik: 16 088 Domare: Mohamed Adel (Egypten) |
| 17:00 UTC±0 | 17:00 UTC±0     |                        |                 |             | Abidjan Publik: 16 088 Domare: Mohamed Adel (Egypten) | Abidjan Publik: 16 088 Domare: Mohamed Adel (Egypten) |
| 17:00 UTC±0 | 17:00 UTC±0     |                        |                 |             | Abidjan Publik: 16 088 Domare: Mohamed Adel (Egypten) | Abidjan Publik: 16 088 Domare: Mohamed Adel (Egypten) |

| 42          | 29 januari 2024 | Senegal                                                                  | 0000 1 – 1 (e.fl.)         | Elfenbenskusten                                                           | Charles Konan Banny Stadium                              |                                                          |
| 20:00 UTC±0 | 20:00 UTC±0     | Habib Diallo 4′                                                          | (1 – 0) Rapport            | 86′ (str.) Franck Kessié                                                  | Yamoussoukro Publik: 19 948 Domare: Pierre Atcho (Gabon) | Yamoussoukro Publik: 19 948 Domare: Pierre Atcho (Gabon) |
| 20:00 UTC±0 | 20:00 UTC±0     |                                                                          |                            |                                                                           | Yamoussoukro Publik: 19 948 Domare: Pierre Atcho (Gabon) | Yamoussoukro Publik: 19 948 Domare: Pierre Atcho (Gabon) |
| 20:00 UTC±0 | 20:00 UTC±0     | Kalidou Koulibaly Pape Matar Sarr Moussa Niakhaté Bamba Dieng Sadio Mané | Straffsparksläggning 4 – 5 | Nicolas Pépé Christian Kouamé Sébastien Haller Serge Aurier Franck Kessié | Yamoussoukro Publik: 19 948 Domare: Pierre Atcho (Gabon) | Yamoussoukro Publik: 19 948 Domare: Pierre Atcho (Gabon) |

| 43          | 30 januari 2024 | Mali                                          | 2 – 1           | Burkina Faso               | Amadou Gon Coulibaly Stadium                          |                                                       |
| 17:00 UTC±0 | 17:00 UTC±0     | Edmond Tapsoba 3′ (sjm.) Lassine Sinayoko 47′ | (1 – 0) Rapport | 57′ (str.) Bertrand Traoré | Korhogo Publik: 19 184 Domare: Ibrahim Mutaz (Libyen) | Korhogo Publik: 19 184 Domare: Ibrahim Mutaz (Libyen) |
| 17:00 UTC±0 | 17:00 UTC±0     |                                               |                 |                            | Korhogo Publik: 19 184 Domare: Ibrahim Mutaz (Libyen) | Korhogo Publik: 19 184 Domare: Ibrahim Mutaz (Libyen) |
| 17:00 UTC±0 | 17:00 UTC±0     |                                               |                 |                            | Korhogo Publik: 19 184 Domare: Ibrahim Mutaz (Libyen) | Korhogo Publik: 19 184 Domare: Ibrahim Mutaz (Libyen) |

| 44          | 30 januari 2024 | Marocko | 0 – 2           | Sydafrika                                 | Laurent Pokou Stadium                                   |                                                         |
| 20:00 UTC±0 | 20:00 UTC±0     |         | (0 – 0) Rapport | 57′ Evidence Makgopa 90+5′ Teboho Mokoena | San-Pédro Publik: 19 078 Domare: Mahmood Ismail (Sudan) | San-Pédro Publik: 19 078 Domare: Mahmood Ismail (Sudan) |
| 20:00 UTC±0 | 20:00 UTC±0     |         |                 |                                           | San-Pédro Publik: 19 078 Domare: Mahmood Ismail (Sudan) | San-Pédro Publik: 19 078 Domare: Mahmood Ismail (Sudan) |
| 20:00 UTC±0 | 20:00 UTC±0     |         |                 |                                           | San-Pédro Publik: 19 078 Domare: Mahmood Ismail (Sudan) | San-Pédro Publik: 19 078 Domare: Mahmood Ismail (Sudan) |

### Kvartsfinaler
| 45          | 2 februari 2024 | Nigeria             | 1 – 0           | Angola | Felix Houphouet Boigny Stadium                   |                                                  |
| 17:00 UTC±0 | 17:00 UTC±0     | Ademola Lookman 41′ | (1 – 0) Rapport |        | Abidjan Publik: 18 757 Domare: Issa Sy (Senegal) | Abidjan Publik: 18 757 Domare: Issa Sy (Senegal) |
| 17:00 UTC±0 | 17:00 UTC±0     |                     |                 |        | Abidjan Publik: 18 757 Domare: Issa Sy (Senegal) | Abidjan Publik: 18 757 Domare: Issa Sy (Senegal) |
| 17:00 UTC±0 | 17:00 UTC±0     |                     |                 |        | Abidjan Publik: 18 757 Domare: Issa Sy (Senegal) | Abidjan Publik: 18 757 Domare: Issa Sy (Senegal) |

| 46          | 2 februari 2024 | Kongo-Kinshasa                                               | 3 – 1           | Guinea                  | Alassane Ouattara Stadium                                  |                                                            |
| 20:00 UTC±0 | 20:00 UTC±0     | Chancel Mbemba 27′ Yoane Wissa 65′ (str.) Arthur Masuaku 82′ | (1 – 1) Rapport | 20′ (str.) Mohamed Bayo | Abidjan Publik: 33 278 Domare: Mustapha Ghorbal (Algeriet) | Abidjan Publik: 33 278 Domare: Mustapha Ghorbal (Algeriet) |
| 20:00 UTC±0 | 20:00 UTC±0     |                                                              |                 |                         | Abidjan Publik: 33 278 Domare: Mustapha Ghorbal (Algeriet) | Abidjan Publik: 33 278 Domare: Mustapha Ghorbal (Algeriet) |
| 20:00 UTC±0 | 20:00 UTC±0     |                                                              |                 |                         | Abidjan Publik: 33 278 Domare: Mustapha Ghorbal (Algeriet) | Abidjan Publik: 33 278 Domare: Mustapha Ghorbal (Algeriet) |

| 47          | 3 februari 2024 | Mali              | 0000 1 – 2 (e.fl.) | Elfenbenskusten                        | Stade de la Paix                                     |                                                      |
| 17:00 UTC±0 | 17:00 UTC±0     | Nene Dorgeles 71′ | (0 – 0) Rapport    | 90′ Simon Adingra 120+2′ Oumar Diakité | Bouaké Publik: 39 836 Domare: Mohamed Adel (Egypten) | Bouaké Publik: 39 836 Domare: Mohamed Adel (Egypten) |
| 17:00 UTC±0 | 17:00 UTC±0     |                   |                    |                                        | Bouaké Publik: 39 836 Domare: Mohamed Adel (Egypten) | Bouaké Publik: 39 836 Domare: Mohamed Adel (Egypten) |
| 17:00 UTC±0 | 17:00 UTC±0     |                   |                    |                                        | Bouaké Publik: 39 836 Domare: Mohamed Adel (Egypten) | Bouaké Publik: 39 836 Domare: Mohamed Adel (Egypten) |

| 48          | 3 februari 2024 | Kap Verde                                                     | 0000 0 – 0 (e.fl.)         | Sydafrika                                                 | Charles Konan Banny Stadium                                                    |                                                                                |
| 20:00 UTC±0 | 20:00 UTC±0     |                                                               | Rapport                    |                                                           | Yamoussoukro Publik: 12 162 Domare: Jean-Jacques Ndala Ngambo (Kongo-Kinshasa) | Yamoussoukro Publik: 12 162 Domare: Jean-Jacques Ndala Ngambo (Kongo-Kinshasa) |
| 20:00 UTC±0 | 20:00 UTC±0     |                                                               |                            |                                                           | Yamoussoukro Publik: 12 162 Domare: Jean-Jacques Ndala Ngambo (Kongo-Kinshasa) | Yamoussoukro Publik: 12 162 Domare: Jean-Jacques Ndala Ngambo (Kongo-Kinshasa) |
| 20:00 UTC±0 | 20:00 UTC±0     | Bebé Willy Semedo Laros Duarte Bryan Teixeira Patrick Andrade | Straffsparksläggning 1 – 2 | Teboho Mokoena Zakhele Lepasa Aubrey Modiba Mothobi Mvala | Yamoussoukro Publik: 12 162 Domare: Jean-Jacques Ndala Ngambo (Kongo-Kinshasa) | Yamoussoukro Publik: 12 162 Domare: Jean-Jacques Ndala Ngambo (Kongo-Kinshasa) |

### Semifinaler
| 49          | 7 februari 2024 | Nigeria                                                                    | 0000 1 – 1 (e.fl.)         | Sydafrika                                                       | Stade de la Paix                                  |                                                   |
| 17:00 UTC±0 | 17:00 UTC±0     | William Troost-Ekong 67′ (str.)                                            | (0 – 0) Rapport            | 90′ (str.) Teboho Mokoena                                       | Bouaké Publik: 31 227 Domare: Amin Omar (Egypten) | Bouaké Publik: 31 227 Domare: Amin Omar (Egypten) |
| 17:00 UTC±0 | 17:00 UTC±0     |                                                                            |                            |                                                                 | Bouaké Publik: 31 227 Domare: Amin Omar (Egypten) | Bouaké Publik: 31 227 Domare: Amin Omar (Egypten) |
| 17:00 UTC±0 | 17:00 UTC±0     | Terem Moffi Kenneth Omeruo Ola Aina William Troost-Ekong Kelechi Iheanacho | Straffsparksläggning 4 – 2 | Teboho Mokoena Mihlali Mayambela Evidence Makgopa Mothobi Mvala | Bouaké Publik: 31 227 Domare: Amin Omar (Egypten) | Bouaké Publik: 31 227 Domare: Amin Omar (Egypten) |

| 50          | 7 februari 2024 | Elfenbenskusten      | 1 – 0           | Kongo-Kinshasa | Alassane Ouattara Stadium                             |                                                       |
| 20:00 UTC±0 | 20:00 UTC±0     | Sébastien Haller 65′ | (0 – 0) Rapport |                | Abidjan Publik: 51 020 Domare: Ibrahim Mutaz (Libyen) | Abidjan Publik: 51 020 Domare: Ibrahim Mutaz (Libyen) |
| 20:00 UTC±0 | 20:00 UTC±0     |                      |                 |                | Abidjan Publik: 51 020 Domare: Ibrahim Mutaz (Libyen) | Abidjan Publik: 51 020 Domare: Ibrahim Mutaz (Libyen) |
| 20:00 UTC±0 | 20:00 UTC±0     |                      |                 |                | Abidjan Publik: 51 020 Domare: Ibrahim Mutaz (Libyen) | Abidjan Publik: 51 020 Domare: Ibrahim Mutaz (Libyen) |

### Bronsmatch
| 51          | 10 februari 2024 | Sydafrika                                                                                                | 0 – 0                      | Kongo-Kinshasa                                                                                        | Felix Houphouet Boigny Stadium                                  |                                                                 |
| 20:00 UTC±0 | 20:00 UTC±0      | | Rapport                    | | Abidjan Publik: 21 975 Domare: Bamlak Tessema Weyesa (Etiopien) | Abidjan Publik: 21 975 Domare: Bamlak Tessema Weyesa (Etiopien) |
| 20:00 UTC±0 | 20:00 UTC±0      | |                            | | Abidjan Publik: 21 975 Domare: Bamlak Tessema Weyesa (Etiopien) | Abidjan Publik: 21 975 Domare: Bamlak Tessema Weyesa (Etiopien) |
| 20:00 UTC±0 | 20:00 UTC±0      | Teboho Mokoena Nkosinathi Sibisi Thabang Monare Aubrey Modiba Zakhele Lepasa Oswin Appollis Siyanda Xulu | Straffsparksläggning 6 – 5 | Samuel Moutoussamy Omenuke Mfulu Cédric Bakambu Joris Kayembe Chancel Mbemba Yoane Wissa Meschak Elia | Abidjan Publik: 21 975 Domare: Bamlak Tessema Weyesa (Etiopien) | Abidjan Publik: 21 975 Domare: Bamlak Tessema Weyesa (Etiopien) |

### Final
| 52          | 11 februari 2024 | Nigeria                  | 1 – 2           | Elfenbenskusten                        | Alassane Ouattara Stadium                                 |                                                           |
| 20:00 UTC±0 | 20:00 UTC±0      | William Troost-Ekong 38′ | (1 – 0) Rapport | 62′ Franck Kessié 81′ Sébastien Haller | Abidjan Publik: 57 094 Domare: Dahane Beida (Mauretanien) | Abidjan Publik: 57 094 Domare: Dahane Beida (Mauretanien) |
| 20:00 UTC±0 | 20:00 UTC±0      |                          |                 |                                        | Abidjan Publik: 57 094 Domare: Dahane Beida (Mauretanien) | Abidjan Publik: 57 094 Domare: Dahane Beida (Mauretanien) |
| 20:00 UTC±0 | 20:00 UTC±0      |                          |                 |                                        | Abidjan Publik: 57 094 Domare: Dahane Beida (Mauretanien) | Abidjan Publik: 57 094 Domare: Dahane Beida (Mauretanien) |